# Kalitapen (Purwojati)
Kalitapen is een bestuurslaag in het regentschap Banyumas van de provincie Midden-Java, Indonesië. Kalitapen telt 4719 inwoners (volkstelling 2010).